# Ichthyborus monodi
Espèce
Statut de conservation UICN

 LC  : Préoccupation mineure
Ichthyborus monodi est une espèce de poisson de la famille des Distichodontidae et de l'ordre des Characiformes. À l'origine, il était nommé Gavialocharax monodi, en hommage à Théodore Monod.